# 07 Vestur
07 Vestur is een voetbalclub uit Sørvágur en Sandavágur, twee plaatsen op het eiland Vágar op de Faeröer. De vereniging werd opgericht op 6 november 2007. De thuiswedstrijden worden gespeeld á Dungasandi in Sørvágur, maar het beschikt ook over een voetballocatie in Sandavágur. De traditionele kleuren zijn zwart-wit.

## Geschiedenis
De historie van 07 Vestur gaat terug naar de twintigste eeuw, wanneer op 18 december 1993 FS Vágar wordt opgericht. Het is een samenwerkingsverband tussen de club MB Miðvágur en SÍF Sandavágur om het voetbal op het eiland Vágar omhoog te halen. Daardoor zouden de beste spelers van beide verenigingen in een team uitkomen. Hiermee hoopte men dat de 1. Deild (toen nog de hoogste klasse) kon worden bereikt. Dit had het gewenste resultaat, want in de periode 1995-1997 acteerde FS Vágar in de 1. Deild. In 1998 zou SÍ Sørvágur zich bij dit samenwerkingsverband aansluiten. Ook in 2000 werd in de hoogste klasse gespeeld.

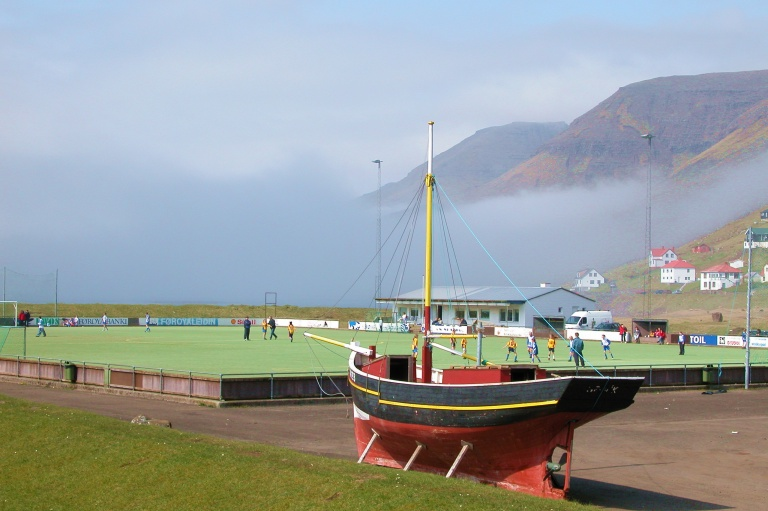
Á Dungasandi, het voetbalveld van 07 Vestur in Sørvágur.

In de herfst van 2004 kwam er echter een eind aan het samenwerkingsverband tussen de drie clubs. De drie clubs, MB, SÍ en SÍF gingen ieder weer hun eigen weg. Een groep eilanders had toch liever een voortzetting gewild en zij besloten tot de oprichting van een nieuwe vereniging. Op 8 november 2004 werd de nieuwe club FS Vágar 2004 opgericht.

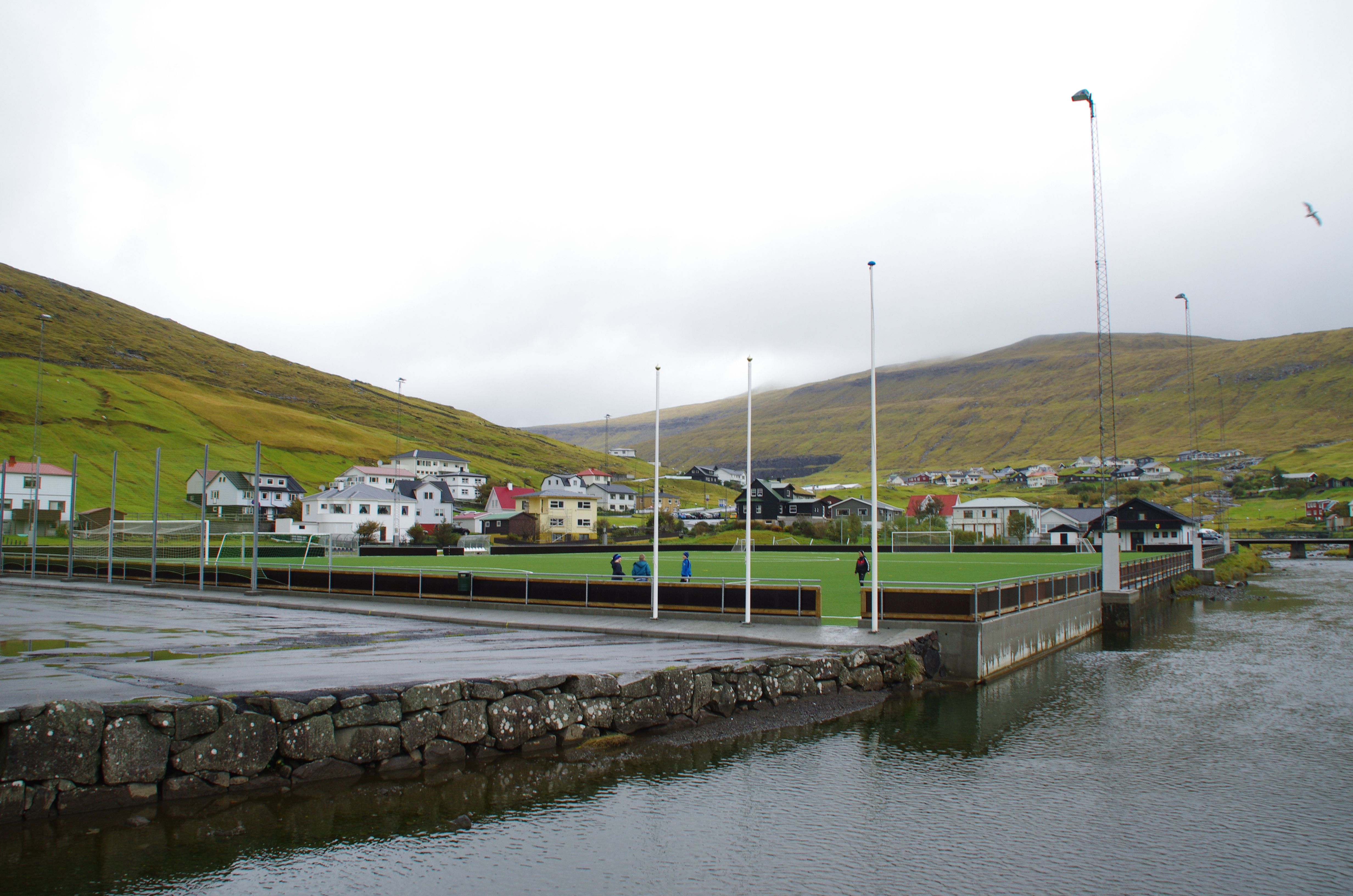
Á Valloyruni, het sportpark in Sandavágur, waar in 2014 de thuiswedstrijden werden gespeeld.

Nadat in 2007 SÍ zich bij de club zou aansluiten, werd op 6 november van dat jaar de naam veranderd naar 07 Vestur, wijzend naar de coördinaten van het eiland Vágar op het westelijk halfrond. In 2012 sloot ook SÍF zich aan bij de club, maar de naam bleef behouden, evenals de thuisbasis in Sørvágur. Men kreeg wel de beschikking over een extra accommodatie in Sandavágur.

### Competitie
In het seizoen 2008 werd de club kampioen van de 1. Deild (inmiddels de tweede klasse) en promoveerde voor het eerst naar de Meistaradeildin. Directe degradatie volgde in het debuutseizoen, ook in de seizoenen 2011 en 2013 bleef het avontuur in de hoogste klasse beperkt tot een jaar. Hiermee werd 07 Vestur een echte liftploeg in het voetballandschap.

## Erelijst
1. Deild
kampioen in 2008, 2010, 2012

## Eindklasseringen
| 2 |

| 6 |

| 9 |

| 6 |

| 3 |

| 1 |

| 9 |

| 10 |

| 7 |

| 10 |

| 5 |

| 3 |

| 6 |

| 3 |

| 1 |

| 10 |

| 1 |

| 9 |

| 1 |

| 10 |

| 3 |

| 3 |

| 2 |

| 9 |

| 10 |

| 4 |

| 2 |

| 6 |

| 7 |

| 5 |

| 6 |

| Niveau 1 | Niveau 2 |

Niveau 1 kende in de loop der tijd meerdere namen, meestal vanwege de hoofdsponsor. Zie Meistaradeildin#Competitie.
Van 1994 t/m 2006 als FS Vágar